# Глушинский, Иосиф Павлович
Иосиф Павлович Глушинский (1834—1898) — российский педагог; заслуженный профессор Института инженеров путей сообщения.

## Биография
Родился 6 (18) марта 1834 года.
Окончил в 1854 году Институт Корпуса инженеров путей сообщения и был назначен в киевский округ путей сообщения, но вскоре был отозван в Санкт-Петербурге и вся дальнейшая его служба прошла в Институте инженеров путей сообщения, до выхода в отставку в 1889 году, в звании заслуженного ординарного профессора.
Занимая кафедру водных сообщений, Глушинский составил курс «Водяные сообщения» (СПб.: издание студента А. Даль, 1875).
В течение нескольких лет И. П. Глушинский замещал также вакантную в Институте кафедру железных дорог, читая курс «Железные дороги». Кроме того, с 1868 по 1882 год (после М. Н. Герсеванова) читал строительное искусство в инженерной академии.
Он также состоял членом большого технического комитета железных дорог и директором от правительства в правлениях общества Поти-Тифлисской и Оренбургской железных дорог, а в 1885 году был избран председателем Высочайше учреждённой комиссии для выработки сметных и счетных правил железных дорог Российской империи.
Статьи П. Глушинского печатались в «Журнале Министерства путей сообщения»; в их числе: «Краткий обзор употребительнейших систем разборчатых плотин» (1861. — Кн. 5); «Разборчатые плотины» (1866. — № 4). Он автор очерка «Суэзский канал» (СПб.: тип. Имп. Акад. наук, 1870.)
Женился 21 мая 1871 года на бывшей жене коллежского советника Гаазе, урождённой Елизавете Николевне Мицкович (Мицкевич?); вскоре 2 июля у них родился сын Павел.

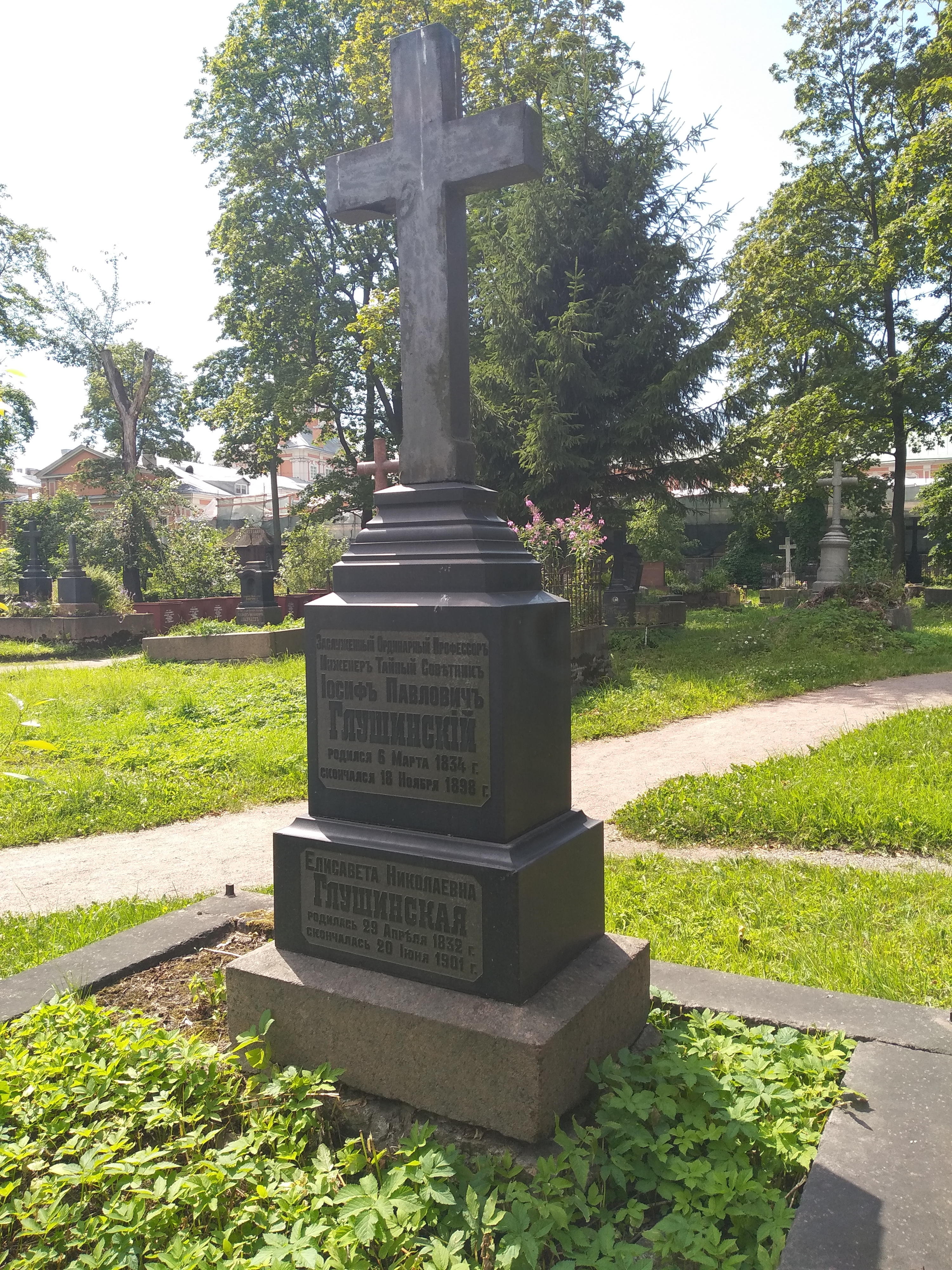
Могила Глушинского на Никольском кладбище Александро-Невской лавры в Санкт-Петербурге.

Умер 18 (30) ноября 1898 года; был похоронен на Никольском кладбище Александро-Невской лавры (11-я дорожка); там же была похоронена его супруга, умершая в возрасте 69 лет 20 июня 1901 года.

#### Герб
И. П. Глушинский использовал герб Долабендзь, который в 1842 году был пожалован его отцу, директору Польского Банка Павлу Осиповичу Глушинскому.